# Trochilus
Trochilus is een geslacht van vogels uit de familie van de kolibries (Trochilidae). Er worden twee soorten in het geslacht geplaatst:
- Trochilus polytmus – Wimpelstaartkolibrie
- Trochilus scitulus – Oostelijke wimpelstaartkolibrie

## Taxonomie
De geslachtsnaam Trochilus werd in 1758 door Carl Linnaeus geïntroduceerd in de tiende editie van zijn Systema naturae. Hij plaatste 18 soorten in het geslacht, waarvan inmiddels alleen Trochilus polytmus nog in hetzelfde geslacht wordt geplaatst, en daarmee automatisch de typesoort is geworden. Het Latijnse woord Trochilus komt van het Oudgriekse τροχιλος (trochilos) wat (onder andere) klein vogeltje betekent. Linnaeus plaatste in dit geslacht een hele reeks soorten die bij zijn voorgangers de geslachtsnaam 'Mellivora' (honingeters) kregen.